# The Invitation Tour
A The Invitation Tour é uma turnê solo do rapper 50 Cent, de promoção junto com novos membros do G-Unit seu novo álbum, Before I  Self Destruct.

## Locais
A turnê inclui shows nas seguintes cidades:
- 5/28 - Cleveland, OH @ Wolstein Center
- 5/29 - Detroit, MI @ Chene Park Riverfront Amphitheater
- 5/30 - Chicago, IL @ UIC Pavilion
- 6/1 - Denver, CO @ Fillmore Auditorium
- 6/3 - San Francisco, CA @ Warfield Theatre
- 6/4 - Los Angeles @ Club Nokia at L.A. Live
- 6/6 - Las Vegas, NV @ The Pearl Concert Theater at The Palms
- 6/7 - Phoenix, AZ @ Celebrity Theater
- 6/10 - Kansas City, KS @ Midland Theatre
- 6/11 - Dallas, TX @ Music Hall at Fair Park
- 6/12 - Houston, TX @ Arena Theater
- 6/15 - Miami, FL @ The Fillmore
- 6/17 - Atlanta, GA @ Tabernacle
- 6/18 - Myrtle Beach, SC @ House of Blues
- 6/19 - Raleigh, NC @ Walnut Creek Amphitheatre
- 6/22 -New York, NY @ Hammerstein Ballroom
- 6/23 - Wallingford, CT @ Chevrolet Theater
- 6/24 - Boston, MA @ House of Blues
- 6/25 - Atlantic City, NJ @ House of Blues